# Wakendorf II
Wakendorf II là một đô thị ở huyện Segeberg, bang Schleswig-Holstein, Đức. Đô thị Wakendorf II có diện tích 12,8 km², dân số thời điểm ngày 31 tháng 12 năm 2006 là 1406 người.